# دارين لوك
دارين لوك (بالإنجليزية: Darren Lok Yee Deng)‏ هو لاعب كرة قدم بريطاني في مركز الهجوم، ولد في 9 مارس 1991 في Hailsham ‏ في المملكة المتحدة. لعب مع جوهور دار التعظيم.

## وصلات خارجية
- دارين لوك على موقع قاعدة بيانات كرة القدم.إي يو (الإنجليزية)
- دارين لوك على موقع ناشيونال فوتبول تيمز (الإنجليزية)
- دارين لوك على موقع Soccerway.com (الإنجليزية)